# Echium wildpretii
Tajinaste roșie (Echium wildpretii subsp. Wildpretii) este o plantă inclusă în genul Echium. Este o plantă erbacee bianuală endemică din insula Tenerife (Insulele Canare). Inflorescența produsă poate ajunge la 3 metri înălțime, cu flori roșii.

### Caracteristici
Endemică din insula Tenerife. Se găsește în zona subalpină din Caniadas de Teise. Rezistă în timpul iernii la înghețuri de până -15 °C.
Are nevoie de expunere la soare, sol bine aerisit, chiar dacă este sărac și arid. Tolerează bine perioade prelungite de secetă.

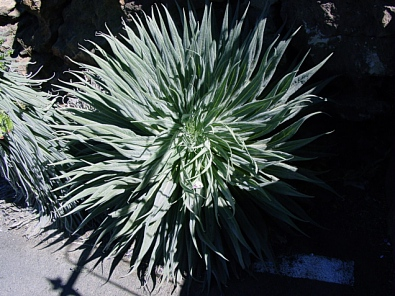
Echium wildpretii. În primul an

Plantă bianuală, dezvoltă o inflorescență verticală care poate atinge 1–3 m în primul an. Diferența între subspeciile wildpretii cu subspecia trichosyphon care este endemica din insula La Palma are coroană de culoare roză sau albastru-roz.

### Flori
Înflorește la sfârșitul primăverii și începutul verii. După ce semințele ating maturitatea, planta moare.

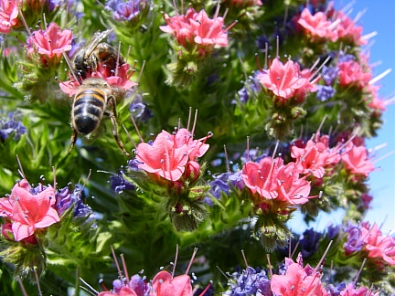
Echium wildpretii detalii ale florilor.

### Utilizare
Planta se folosește în grădinile de flori. Este o plantă folosită pentru albinele de miere datorită bogăției de polen și nectar a inflorescenței.